# Austria en los Juegos Olímpicos de Calgary 1988
Austria estuvo representada en los Juegos Olímpicos de Calgary 1988 por un total de 81 deportistas que compitieron en 10 deportes.  
El portador de la bandera en la ceremonia de apertura fue el esquiador Leonhard Stock.

## Medallistas
El equipo olímpico austríaco obtuvo las siguientes medallas:
| Nombre                                              | Deporte               | Competición       |
| --------------------------------------------------- | --------------------- | ----------------- |
| Oro                                                 |                       |                   |
| Hubert Strolz                                       | Esquí alpino          | Combinada M       |
| Anita Wachter                                       | Esquí alpino          | Combinada F       |
| Sigrid Wolf                                         | Esquí alpino          | Supergigante F    |
| Plata                                               |                       |                   |
| Klaus Sulzenbacher                                  | Combinada nórdica     | Individual M      |
| Hubert Strolz                                       | Esquí alpino          | Eslalon gigante M |
| Bernhard Gstrein                                    | Esquí alpino          | Combinada M       |
| Helmut Mayer                                        | Esquí alpino          | Supergigante M    |
| Michael Hadschieff                                  | Patinaje de velocidad | 10 000 m M        |
| Bronce                                              |                       |                   |
| Hansjörg Aschenwald Günther Csar Klaus Sulzenbacher | Combinada nórdica     | 3 × 10 km M       |
| Michael Hadschieff                                  | Patinaje de velocidad | 1500 m M          |